# Вестерничаны
Вестерничаны (укр. Вестерничани) — село, относится к Подольскому району Одесской области Украины.
Население по переписи 2001 года составляло 753 человека. Почтовый индекс — 66350. Телефонный код — 4862. Занимает площадь 0,42 км². Код КОАТУУ — 5122983802.

## Местный совет
66350, Одесская обл., Подольский р-н, с. Куяльник, ул. Куяльницкая, 26а